# Ерзурумська угода
Ерзурумський мир — два підписаних в Ерзурумі договори, що завершили Османсько-перську війну 1821—1823 та визначили лінію кордону між Іраном та Османською імперією.

## Перший договір
Перший ерзурумський договір підписаний 28 липня 1823. Він підтвердив старі кордони, встановлені ще Зухабською угодою 1639. Тим самим залишилися неврегульованими всі прикордонні суперечки, які призвели до війни.

## Другий договір
Через неврегульованість питання про кордони серія прикордонних інцидентів у Курдистані в 1830-х ледве знову не привела до війни між Персією та Османською імперією. Тому в травні 1847 в Ерзурумі підписаний договір, згідно з яким Курдистан був розділений між Персією та Османською імперією, і була призначена спеціальна комісія для демаркації кордону, яка завершила свою роботу до 1914.